# پیترو ننی
پیترو ننی (انگلیسی: Pietro Nenni؛ ۹ فوریهٔ ۱۸۹۱ – ۱ ژانویهٔ ۱۹۸۰) یک سیاست‌مدار، روزنامه‌نگار و دیپلمات اهل ایتالیا بود. پیترو ننی در ۱ ژانویه ۱۹۸۰ در سن ۸۸ سالگی درگذشت.
او در سال ۱۹۵۱ جایزه صلح لنین را دریافت کرد. او یکی از بنیانگذاران جمهوری ایتالیا و یکی از شخصیت‌های اصلی چپ سیاسی ایتالیا از دهه ۱۹۲۰ تا ۱۹۶۰ بود.

## زندگی و حرفه
او در فائنتسا، در امیلیا-رومانیا به دنیا آمد. پس از مرگ پدر و مادر دهقانش، او توسط یک خانواده اشرافی به یک پرورشگاه فرستاده شد.
او به حزب جمهوری‌خواه ایتالیا وابسته بود. در سال ۱۹۰۸، او سردبیر یک روزنامه جمهوری‌خواه در فورلی شد. در سال ۱۹۰۹ با پیوستن به حزب جمهوری‌خواه ایتالیا وارد زندگی سیاسی شد. ننی در سال ۱۹۱۱ به دلیل شرکت در تظاهرات سوسیالیستی علیه جنگ امپریالیستی ایتالیا در لیبی دستگیر شد و به مدت هفت ماه در زندان بود.